# Vetrová skala
Vetrová skala (též Popriečny vrch, ukrajinsky Вітрова-Скала, Ветрова-Скала, 1024,5 m n. m.) je zalesněná hora v masivu Popriečny ve východní části sopečných Vihorlatských vrchů. Leží nad vsí Beňatina asi 12,5 km severovýchodně od Sobranců a 15 km severně od Užhorodu přímo na slovensko-ukrajinské státní hranici (sloupek č. 202). Slovenská část se nachází na území okresu Sobrance (Košický kraj), ukrajinská v okrese Užhorod (Zakarpatská oblast). Na některých mapách je hora označována také jako Popriečny vrch, na jiných je takto pojmenována kóta 994,5 m nacházející se asi 1,5 km na jihozápad. Vetrová skala je nejvyšším bodem masivu Popriečny, okresu Sobrance i Užhorodského rajónu. V celém masivu neexistují značené turistické stezky. Na vrchol lze vystoupit po neznačených lesních cestách z okolních vesnic.